# Albert Schoenhut
Albert Schoenhut (* Wurtenberg, Alemania, 1848 - † Filadelfia (Estados Unidos), 1912) 

## Biografía
Albert Schoenhut (1848-1912) nació en Wurtenberg, Alemania, en una familia de fabricantes de juguetes. Su padre y su abuelo fabricaron muñecas de madera, caballitos, y vagones. A una edad temprana, Albert comenzó a hacer los pianos de juguete en su casa. Los martillos sobre los pianos de juguete temprano llegó a una barra que suena de vidrio en lugar de las cadenas utilizadas en los pianos reales. Más tarde se intercambiaron las barras de vidrio de los hechos de metal, fabricación de los instrumentos más duraderos. Los pianos de juguete de Albert, más que juguetes, se mantuvieron en sintonía y fueron acompañados por músicos para alentar a los niños a tocar. 
En 1866, John Dahl, un cliente de la tienda por departamento Wanamaker, escuchó al jóvene talento Albert quien trabajaba como técnico en piezas de vidrio que había sido dañado en el envío. y llevó al joven de 17 años a Filadelfia.  
Albert en 1872 funda Schoenhut  ® Piano  Company. A medida que su negocio creció, Albert agregó otros instrumentos como el banjo, un ukelele, el xilófono  y carillón. También amplió su línea para incluir a las muñecas, figuras de circo, y juguetes. 
En el momento de la muerte de Albert en 1912, Schoenhut Piano  Company ® era la compañía de juguetes más grande de América y la primera en los Estados Unidos para exportar los juguetes a Alemania. El negocio pasa a través de una sucesión de propietarios ubicados en varias partes de los Estados Unidos. In 1984, Frank Trinca compró la compañía. Él continuó la fabricación de algunos de los modelos de piano de juguete  que había sido diseñado por Albert en el 1900. Doce años más tarde, queriendo ayudar con los nuevos conceptos y en la expansión del negocio, le pidió a su hermano y su cuñada, Len y Renee Trinca de San Agustín Beach, Florida, para convertirse en socios. Optimista sobre el potencial de Schoenhut con su excelente reputación y enamorado de los instrumentos de pequeña, saltó a la oportunidad. Len y Renee adquirió la propiedad en 1996. Cuatro años más tarde, se trasladó todo el contenido de la fábrica de Nueva York a una nueva planta en San Agustín. Frank sigue siendo involucrado en la compañía como consultor y también ayuda en las ferias (Feria del Juguete, NAMM, etc.)
Renee y la dedicación de Len, con el apoyo de un ser superior, y una excelente reputación de la compañía han mantenido Schoenhut  en la vanguardia como el más conocido, el fabricante más prestigioso de su tipo en el mundo. 